# Ischnoptera serrana
Ischnoptera serrana es una especie de cucaracha del género Ischnoptera, familia Ectobiidae. Fue descrita científicamente por Rocha e Silva & Vasconcellos en 1987.
Habita en Brasil.